# Velhartice
Velhartice är en ort i Tjeckien.   Den ligger i regionen Plzeň, i den västra delen av landet, 120 km sydväst om huvudstaden Prag. Velhartice ligger 606 meter över havet och antalet invånare är 920.
Terrängen runt Velhartice är huvudsakligen kuperad, men norrut är den platt. Runt Velhartice är det ganska glesbefolkat, med 24 invånare per kvadratkilometer. Närmaste större samhälle är Sušice, 10,2 km öster om Velhartice. I omgivningarna runt Velhartice växer i huvudsak blandskog.